# Sheer Heart Attack Tour
Sheer Heart Attack Tour fu la tournée del gruppo rock britannico Queen, svoltasi tra il 1974 e il 1975 e legata alla promozione del loro album Sheer Heart Attack. Successivo al Queen II Tour, questo tour precedette l'A Night at the Opera Tour, che si tenne tra il 1975 e il 1976.

## Date
| Concerti                                             | Concerti                                                |
| ---------------------------------------------------- | ------------------------------------------------------- |
| 30-10-1974 Manchester, Regno Unito                   | 15-02-1975 Boston, Stati Uniti d'America (2° gig)       |
| 31-10-1974 Hanley, Regno Unito                       | 16-02-1975 New York, Stati Uniti d'America (1° gig)     |
| 01-11-1974 Liverpool, Regno Unito                    | 16-02-1975 New York, Stati Uniti d'America (2° gig)     |
| 02-11-1974 Leeds, Regno Unito                        | 17-02-1975 Trenton, Stati Uniti d'America               |
| 03-11-1974 Coventry, Regno Unito                     | 19-02-1975 Lewiston, Stati Uniti d'America              |
| 05-11-1974 Sheffield, Regno Unito                    | 21-02-1975 Passaic, Stati Uniti d'America               |
| 06-11-1974 Bradford, Regno Unito                     | 22-02-1975 Harrisburg, Stati Uniti d'America            |
| 07-11-1974 Newcastle, Regno Unito                    | 23-02-1975 Filadelfia, Stati Uniti d'America (1° gig)   |
| 08-11-1974 Glasgow, Regno Unito                      | 23-02-1975 Filadelfia, Stati Uniti d'America (2° gig)   |
| 09-11-1974 Lancaster, Regno Unito                    | 24-02-1975 Washington, Stati Uniti d'America            |
| 10-11-1974 Preston, Regno Unito                      | 05-03-1975 La Crosse, Stati Uniti d'America             |
| 12-11-1974 Bristol, Regno Unito                      | 06-03-1975 Madison, Stati Uniti d'America               |
| 13-11-1974 Bournemouth, Regno Unito                  | 07-03-1975 Milwaukee, Stati Uniti d'America             |
| 14-11-1974 Southampton, Regno Unito                  | 08-03-1975 Chicago, Stati Uniti d'America               |
| 15-11-1974 Swansea, Regno Unito                      | 09-03-1975 Saint Louis, Stati Uniti d'America           |
| 16-11-1974 Birmingham, Regno Unito                   | 10-03-1975 Fort Wayne, Stati Uniti d'America            |
| 18-11-1974 Oxford, Regno Unito                       | 12-03-1975 Atlanta, Stati Uniti d'America               |
| 19-11-1974 Londra, Regno Unito                       | 13-03-1975 Charleston, Stati Uniti d'America (1° gig)   |
| 20-11-1974 Londra, Regno Unito                       | 14-03-1975 St. Petersburg, Stati Uniti d'America        |
| 23-11-1974 Göteborg, Svezia                          | 15-03-1975 Miami, Stati Uniti d'America                 |
| 25-11-1974 Helsinki, Finlandia                       | 18-03-1975 New Orleans, Stati Uniti d'America           |
| 27-11-1974 Lund, Svezia                              | 20-03-1975 San Antonio, Stati Uniti d'America           |
| 02-12-1974 Monaco di Baviera, Germania Ovest         | 23-03-1975 Dallas, Stati Uniti d'America                |
| 04-12-1974 Francoforte, Germania Ovest               | 25-03-1975 Tulsa, Stati Uniti d'America                 |
| 05-12-1974 Amburgo, Germania Ovest                   | 29-03-1975 Santa Monica, Stati Uniti d'America (1° gig) |
| 06-12-1974 Colonia, Germania Ovest                   | 29-03-1975 Santa Monica, Stati Uniti d'America (2° gig) |
| 08-12-1974 Hague, Paesi Bassi                        | 30-03-1975 San Francisco, Stati Uniti d'America         |
| 10-12-1974 Bruxelles, Belgio                         | 02-04-1975 Edmonton, Canada                             |
| 13-12-1974 Barcellona, Spagna                        | 03-04-1975 Calgary, Canada                              |
| 05-02-1975 Columbus, Stati Uniti d'America           | 06-04-1975 Seattle, Stati Uniti d'America               |
| 07-02-1975 Daytona, Stati Uniti d'America            | 19-04-1975 Tokyo, Giappone                              |
| 08-02-1975 Cleveland, Stati Uniti d'America (1° gig) | 22-04-1975 Nagoya, Giappone                             |
| 08-02-1975 Cleveland, Stati Uniti d'America (2° gig) | 23-04-1975 Kobe, Giappone                               |
| 09-02-1975 South Bend, Stati Uniti d'America         | 25-04-1975 Fukuoka, Giappone                            |
| 10-02-1975 Detroit, Stati Uniti d'America            | 28-04-1975 Okayama, Giappone                            |
| 11-02-1975 Toledo, Stati Uniti d'America             | 29-04-1975 Shizuoka, Giappone                           |
| 14-02-1975 Waterbury, Stati Uniti d'America          | 30-04-1975 Yokohama, Giappone                           |
| 15-02-1975 Boston, Stati Uniti d'America (1° gig)    | 01-05-1975 Tokyo, Giappone                              |

## Scaletta principale
1. Procession
2. Now I'm Here
3. Ogre Battle
4. Father To Son
5. White Queen
6. Flick Of The Wrist
7. In The Lap Of The Gods
8. Killer Queen
9. March Of The Black Queen
10. Bring Back That Leroy Brown
11. Son and Daughter
12. Guitar Solo
13. Son And Daughter (Reprise)
14. Keep Yourself Alive
15. Drum Solo
16. Keep Yourself Alive (Reprise)
17. Seven Seas Of Rhye
18. Stone Cold Crazy
19. Liar
20. In The Lap Of The Gods... revisited
21. Big Spender
22. Modern Times Rock'n'roll
23. Jailhouse Rock
24. God Save The Queen